# Terence Knox
Terence Knox, właśc. Terry Davis (ur. 16 grudnia 1946 w Richland w stanie Waszyngton) – amerykański aktor.
Uczęszczał na Washington State University, uzyskując dyplom z języka angielskiego. Następnie uzyskał tytuł magistra sztuk pięknych na kierunku aktorskim na Portland State University. W 1985 występował na scenie Coconut Grove Playhouse w Bay Heights na Florydzie w przedstawieniach – Kotka na gorącym blaszanym dachu Tennessee Williamsa w roli Bricka i Kiedy wrócisz, Red Ryder? jako Teddy. W 2015 zagrał postać psychiatry Tyrone’a C. Bergera w sztuce Zwyczajni ludzie.

## Filmografia

### Seriale
- 1980: Knots Landing jako oficer Smith
- 1982: Diukowie Hazzardu (The Dukes of Hazzard) jako Rafe Logan
- 1985: Napisała: Morderstwo (Murder, She Wrote) jako Steve Pascal
- 1993: Cobra jako Jack
- 1993: Nowe przygody Supermana (Lois & Clark: The New Adventures of Superman) jako Jason Trask
- 1995: SeaQuest jako komandor Michael VanCamp
- 1996: Kameleon (The Pretender) jako Tom Matthews
- 1996: Wysoka fala (Chasing Mavericks) jako Martin Cavanaugh
- 1997: Niebieski Pacyfik (Pacific Blue) jako Zack Torrance
- 1997: Strefa zagrożenia (The Burning Zone) jako major Reed
- 1997: Baza Pensacola (Pensacola: Wings of Gold) jako pułkownik Dan Ballinger
- 2001: Strażnik Teksasu (Walker, Texas Ranger) jako Garrett Pope
- 2001: V.I.P. jako Billy Porter
- 2001: Sześć stóp pod ziemią (Six Feet Under) jako Larry Wadd
- 2001: Wbrew regułom (Philly) jako detektyw Al Stein
- 2002: Tajne akcje CIA (The Agency)
- 2004: Bez pardonu (The District) jako Ron Duffy

### Filmy
- 1980: Używane samochody (Used Cars) jako Roose
- 1983: Serce do jazdy (Heart Like a Wheel) jako przyjaciel Jacka
- 1984: Zabójca miasta (City Killer, TV) jako Leo Kalb
- 1992: Dzieci kukurydzy II: Ostateczne poświęcenie (Children of the Corn II: The Final Sacrifice) jako John Garret